# Project Management Body of Knowledge
PMBOK Guide (ang. A Guide to the Project Management Body of Knowledge) – standard zarządzania projektami opracowany i opublikowany przez Project Management Institute. Pierwsza wersja PMBOK została opublikowana w 1996 roku i od tej pory jest regularnie rozwijana oraz aktualizowana. W 1998 r. PMBOK otrzymał akredytację American National Standards Institute i funkcjonuje jako norma zarządzania projektami na terenie USA.

## Podstawowe wersje PMBOK
Do roku 2018 wydano 6 wersji PMBOK:
- A Guide to the Project Management Body of Knowledge, PMI, USA, 1996
- A Guide to the Project Management Body of Knowledge, Second Edition, PMI, USA, 2000
- A Guide to the Project Management Body of Knowledge, Third Edition, PMI, USA, 2004
- A Guide to the Project Management Body of Knowledge, Fourth Edition, PMI, USA, 2008
- A Guide to the Project Management Body of Knowledge, Fifth Edition, PMI, USA, 2013
- A Guide to the Project Management Body of Knowledge, Sixth Edition, PMI, USA, 2017
- A Guide to the Project Management Body of Knowledge, Seventh Edition, PMI, USA, 2021

## Rozszerzenia
Oprócz podstawowej wersji standardu odnoszącej się do wszystkich dziedzin, PMI oferuje również 3 rozszerzenia:
- Software Extension to the PMBOK Guide – dla branży oprogramowania IT
- Construction Extension to the PMBOK Guide – dla branży budowlanej
- Government Extension to the PMBOK Guide – dla instytucji rządowych

## Certyfikacja
PMBOK Guide jest źródłem wiedzy niezbędnej do otrzymania certyfikatów PMP, PgMP oraz CAPM.

## Struktura[3]
Zgodnie z PMBOK Guide, każdy projekt posiada swój cykl życia, czyli ciąg etapów lub faz w których znajduje się projekt od inicjacji do zamknięcia. PMBOK Guide w wersji szóstej definiuje 49 procesów realizowanych w cyklu życia projektu, podzielonych na 5 grup:
- procesy rozpoczęcia (inicjowania) – procesy realizowane w celu zdefiniowania nowego projektu lub fazy istniejącego projektu poprzez uzyskanie odpowiednich autoryzacji,
- procesy planowania – procesy wymagane do ustanowienia zakresu i celu projektu oraz zdefiniowania akcji prowadzących do realizacji celu,
- procesy realizacji – procesy wykonywane w celu zakończenia prac zdefiniowanych w Planie Zarządzania Projektem, celem procesów jest realizacja wymagań projektowych
- procesy monitorowania i kontroli – procesy służące śledzeniu, przeglądaniu oraz regulowaniu postępu oraz wydajności prac projektowych; procesy służą również identyfikacji oraz inicjacji zmian w planie,
- procesy zakończenia (zamknięcia) – procesy realizowane w celu formalnego zakończenia lub zamknięcia projektu, fazy lub kontraktu.

Grupy procesów wzajemnie na siebie oddziałują. Procesy połączone są ze sobą wkładami i rezultatami. Rezultaty z jednego procesu mogą być wkładem do następnych, niekoniecznie w ramach tej samej grupy procesów. Grupy procesów nie są tożsame z fazami cyklu życia projektu.
Każdy z 49 procesów jest również przypisany do obszaru wiedzy (ang. Knowledge Areas). PMBOK Guide definiuje 10 obszarów wiedzy:
- Zarządzanie integracją
- Zarządzanie zakresem
- Zarządzanie czasem
- Zarządzanie kosztami
- Zarządzanie jakością
- Zarządzanie zasobami ludzkimi
- Zarządzanie komunikacją
- Zarządzanie ryzykiem
- Zarządzanie zamówieniami
- Zarządzanie zaangażowaniem interesariuszy

Obszary wiedzy są zbiorem pojęć, terminów i działań stanowiących fachową dziedzinę zarządzania projektami.
Mapowanie procesów do grup procesów oraz obszarów wiedzy jest następujące:
| Grupy procesów                                                                           | Grupy procesów                      | Grupy procesów | Grupy procesów                                                  | Grupy procesów                                                             | Grupy procesów             |
| Obszary wiedzy (numeracja zgodna z oryginalną – stanowi odniesienie do obszarów w PMBOK) | Procesy rozpoczęcia                 | Procesy planowania | Procesy realizacji                                              | Procesy monitorowania i kontroli                                           | Procesy zakończenia        |
| ---------------------------------------------------------------------------------------- | ----------------------------------- | --- | --------------------------------------------------------------- | -------------------------------------------------------------------------- | -------------------------- |
| 4. Zarządzanie integracją                                                                | 4.1 Develop Project Charter         | 4.2 Develop Project Management Plan | 4.3 Direct and Manage Project Work 4.4 Manage Project Knowledge | 4.5 Monitor and Control Project Work 4.6 Perform Integrated Change Control | 4.7 Close Project or Phase |
| 5. Zarządzanie zakresem                                                                  |                                     | 5.1 Plan Scope Management 5.2 Collect Requirements 5.3 Define Scope 5.4 Create WBS                                                                    |                                                                 | 5.5 Validate Scope 5.6 Control Scope                                       |                            |
| 6. Zarządzanie czasem                                                                    |                                     | 6.1 Plan Schedule Management 6.2 Define Activities 6.3 Sequence Activities 6.4 Estimate Activity Durations 6.5 Develop Schedule                       |                                                                 | 6.6 Control Schedule                                                       |                            |
| 7. Zarządzanie kosztami                                                                  |                                     | 7.1 Plan Cost Management 7.2 Estimate Costs 7.3 Determine Budget                                                                                      |                                                                 | 7.4 Control Costs                                                          |                            |
| 8. Zarządzanie jakością                                                                  |                                     | 8.1 Plan Quality Management | 8.2 Manage Quality                                              | 8.3 Control Quality                                                        |                            |
| 9. Zarządzanie zasobami ludzkimi                                                         |                                     | 9.1 Plan Resource Management 9.2 Estimate Activity Resources                                                                                          | 9.3 Acquire Resources 9.4 Develop Team 9.5 Manage Team          | 9.6 Control Resources                                                      |                            |
| 10. Zarządzanie komunikacją                                                              | 10.1 Plan Communications Management | 10.2 Manage Communications |                                                                 | 10.3 Monitor Communications                                                |                            |
| 11. Zarządzanie ryzykiem                                                                 |                                     | 11.1 Plan Risk Management 11.2 Identify Risks 11.3 Perform Qualitative Risk Analysis 11.4 Perform Quantitative Risk Analysis 11.5 Plan Risk Responses | 11.6 Implement Risk Responses                                   | 11.7 Monitor Risks                                                         |                            |
| 12. Zarządzanie zamówieniami                                                             |                                     | 12.1 Plan Procurement Management | 12.2 Conduct Procurements                                       | 12.3 Control Procurements                                                  |                            |
| 13. Zarządzanie zaangażowaniem interesariuszy                                            | 13.1 Identify Stakeholders          | 13.2 Plan Stakeholder Management | 13.3 Manage Stakeholder Engagement                              | 13.4 Monitor Stakeholder Engagement                                        |                            |

Procesy mogą zachodzić na siebie w czasie realizacji projektu lub jego fazy.
Obowiązkiem zespołu projektowego jest wybranie procesów, które mają zastosowanie dla konkretnego projektu.